# Tamisa

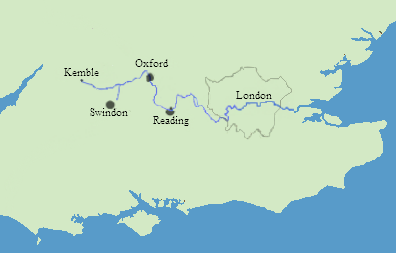
Harta fluviului Tamisa

Tamisa (în engleză River Thames [tɛmz]) este un râu din sudul Angliei care izvorăște din Kemble, comitatul Gloucestershire, străbate localitățile Oxford, Reading, Windsor și Londra, vărsându-se în Marea Nordului, în apropiere de Southend-on-Sea, după un parcurs de aproximativ 346 km. 
Cu un debit în continuă și rapidă creștere, în ciuda lungimii sale relativ reduse, râul Tamisa poate fi considerat un adevărat fluviu pe ultima sa porțiune cuprinsă între Windsor (59,3 m³/s) și Southend-on-Sea. În Londra, debitul mediu al Tamisei este de 65,8 m³/s. 
Debitul constant și ridicat al Tamisei începând cu localitatea Oxford a făcut navigația posibilă pe o porțiune însemnată a sa încă din cele mai vechi timpuri. Nu este de mirare că Londra, fiind accesibilă maritim și fluvial, a devenit capitala celui mai întins imperiu pe care vreo națiune sau civilizație l-a avut cândva.
Tamisa și afluenții săi acoperă un bazin fluvial ce se întinde pe o suprafață de circa 12,935 km².

## Originea numelui
Diferența dintre scriere și pronunția numelui Tamisei în limba engleză se datorează unei păreri larg răspândite în timpul Renașterii conform căreia numele Thames este o variantă de rescriere din limba greacă veche în engleză a numelui râului Thyamis, ce se găsește în regiunea Epir a Greciei. Această opinie este legată de ipoteza unor istorici privind originea greacă a unor triburi celtice timpuri. Conform acestei ipoteze, ortografia numelui ar fi fost schimbată din cuvântul Temese (din originalul englezei evului mediu timpuriu, Middle English) prin schimbarea literei t cu grupul th, care este o aproximare bună în scrierea utilizând litere latine a literei grecești Θ. Astăzi, cei mai mulți dintre specialiștii în domeniu cred că Temese provine, de fapt, din termenul latin Temesis, care la răndul său ar proveni din celticul (bretonicul, mai exact) Tamesa, având traducerea aproximativă cel/cea întunecat(ă). 

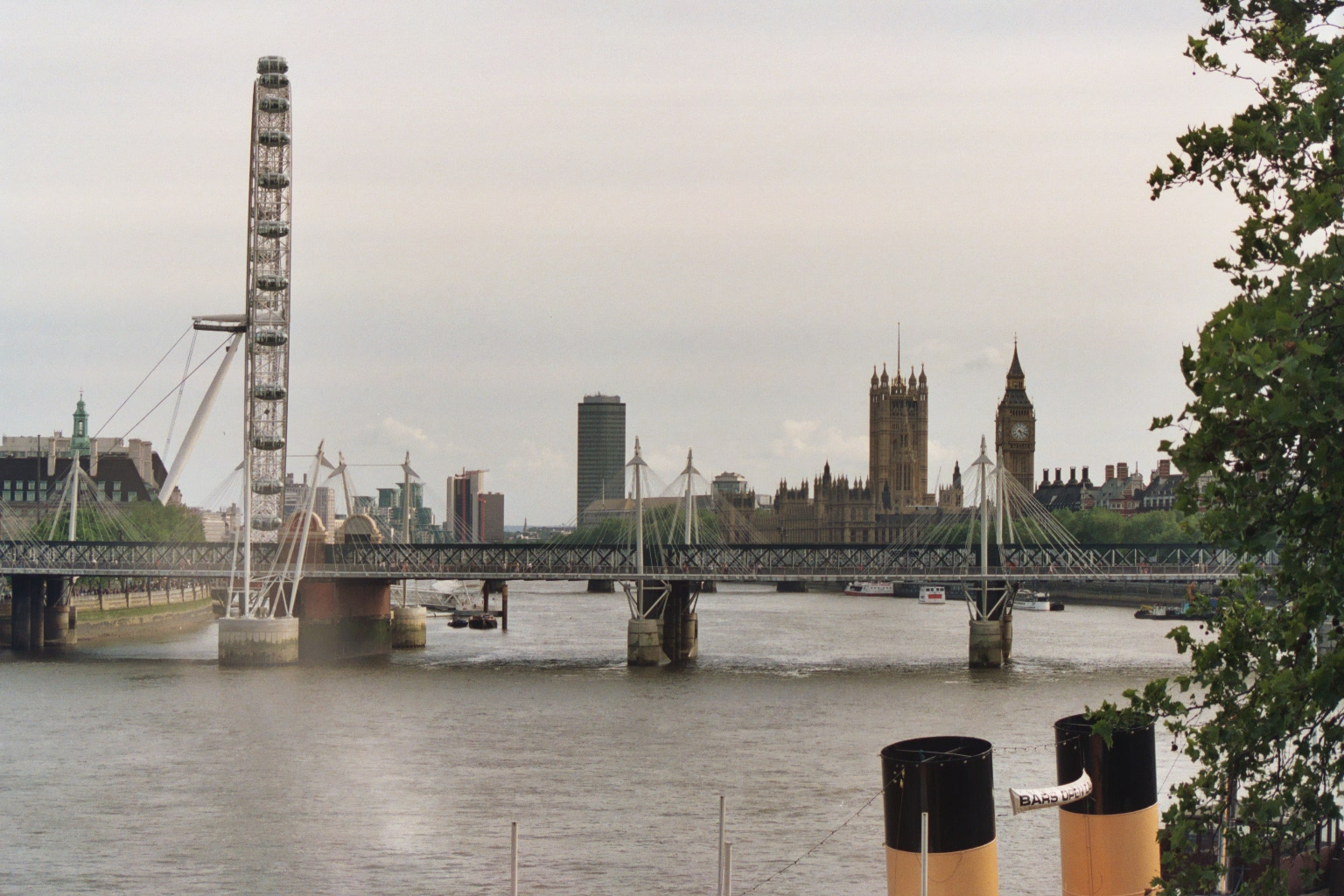
Imagine a Tamisei în Londra, luată dinspre est înspre vest. Se văd, de la stânga la dreapta, Ochiul Londrei, Palatul Westminster și turnul orologiului Big Ben.

## Cursul Tamisei
Lungimea totală a Tamisei este de 346 kilometri. Izvorul său se găsește la circa 1,6 km nord de satul Kemble, în apropierea localității Cirencester în Cotswolds. Mai apoi, pârâul devenit râu curge prin Lechlade, Oxford, unde este denumit The Isis, o variație a denumirii sale latinești, Temesis.
Înainte de a ajunge în zona Londrei extinse (Greater London area), râul Tamisa curge prin Abingdon, Wallingford, Reading, Henley-on-Thames, Marlow, Maidenhead, Windsor, Eton, Staines și Weybridge. 
Din împrejurimile Londei extinse, râul trece Syon House, Hampton Court, Kingston, Richmond (locul faimosului punct de belvedere de pe Richmond Hill) și Kew înainte curgerii sale prin Londra centrală. În partea centrală a Londrei, râul formează una din axele principale ale orașului între Palatul Westminster (Palace of Westminster) și Turnul Londrei (Tower of London). Odată cu trecerea de centrul Londrei, râul, devenit fluviu după debit, secțiune și aspect, trece de Greenwich și Dartford înainte de intrarea sa în Marea Nordului printr-un estuar larg și dragat continuu aflat în apropierea localității Southend-on-Sea. 
Zona la vest de Londra este curent cunoscută sub numele de Thames Valley (Valea Tamisei), în timp ce întreaga zonă aflată la est de faimosul pod numit Tower Bridge este cunoscută sub numele de Thames Gateway.